# Laurence Bergreen
Laurence Bergreen (nascido em 4 de fevereiro, 1950) é um escritor e historiador norte-americano. Seu livro mais recente é Casanova :The World of a Seductive Genius, publicado pela Simon & Schuster em novembro de 2016.

## Carreira
Depois de se formar na Universidade de Harvard em 1972, Bergreen trabalhou no jornalismo, na academia e com radiodifusão antes de publicar sua primeira biografia, James Agee: A Life.
Bergreen escreveu livros sobre assuntos históricos, como Voyage to Mars: NASA's Search for Life Beyond Earth, uma narrativa sobre a exploração de Marte pela NASA, e Over the Edge of the World: Magellan's Terrifying Circumnavigation of the Globe. A biografia de Bergreen, Marco Polo: From Venice to Xanadu,[1] está sendo desenvolvido em um longa-metragem estrelado por Matt Damon.[2]
Bergreen escreveu para o The New York Times, Los Angeles Times, The Wall Street Journal, Chicago Tribune, Newsweek e Esquire. He lecionou na New School for Social Research e serviu como Assistente do Presidente do Musey da Televisão e Rádio em Nova Iorque. Em 1995, ele serviu como juiz para o National Book Awards e em 1991 como juiz para o PEN/Albrand Nonfiction Award. Um palestrante frequente em grandes universidades e simpósios e, ocasionalmente, a bordo de navios de cruzeiro, ele atuou como historiador em destaque para o History Channel.[3]
Em 2007, Bergreen foi convidado pela NASA para nomear algumas características geológicas em torno da cratera Victoria em Marte, baseado em lugares que Ferdinand Magellan visitou. Em 2008, Bergreen foi palestrante no evento do 50º aniversário da NASA em Washington, D.C..[4] Sua obra mais recente é Casanova: The World of a Seductive Genius.
Bergreen é membro da PEN American Center, do The Explorers Club, da Authors Guild, e do Board of Trustees da New York Society Library. Ele vive na cidade de Nova Iorque.[3]

## Obras
O primeiro livro de Bergreen foi Look Now, Pay Later: The Rise of Network Broadcasting, publicado em 1980.[3] Sua biografia, James Agee: A Life, foi um “Notable Book” pelo New York Times em 1984. As Thousands Cheer: The Life of Irving Berlin, apareceu em 1990 e venceu o Ralph J. Gleason Music Book Award e o ASCAP-Deems Taylor award; também foi um “Notable Book” pelo New York Times em 1990.
Em 1994, ele publicou Capone: The Man and the Era. Uma seleção do Book-of-the-Month Club e um “Notable Book” pelo New York Times, tendo sido comprado pela Miramax.[3] Em 1997, Bergreen publicou Louis Armstrong: An Extravagant Life, uma biografia que recorre a manuscritos inéditos e entrevistas com colegas e amigos de Armstrong. Apareceu nas listas “Melhores Livros de 1997” do San Francisco Chronicle, do Philadelphia Inquirer, e do Publishers Weekly.
Bergreen é o autor de Voyage to Mars: NASA’s Search for Life Beyond Earth, uma narrativa da exploração da NASA em Marte, publicado em novembro de 2000. os Direitos dramáticos foram adquiridos pela TNT.[3]
Sua obra seguinte, Over the Edge of the World: Magellan’s Terrifying Circumnavigation of the Globe, foi publicada em outubro de 2003. Um “Notable Book” pelo New York Times em 2003, a obra também está em desenvolvimento como filme.
Em outubro de 2007, Bergreen publicou Marco Polo: From Venice to Xanadu, uma biografia do icônico viajante. A Warner Brothers está desenvolvendo um longa-metragem baseado neste livro, estrelando Matt Damon e escrito por William Monahan.[3]
Seu livro de 2011 é Columbus: The Four Voyages, um bestseller do New York Times. A obra foi uma seleção do Book-of-the-Month Club, do BOMC2, do History Book Club, e do Military Book Club, e foi um “Editors Choice” do New York Times Book Review.
O livro mais recente de Bergreen é Casanova: The World of a Seductive Genius.[5]

## Reconhecimento
As Thousands Cheer: The Life of Irving Berlin
- Notable Book de 1990 pelo New York Times
- ASCAP-Deems Taylor Award por Excelência em Jornalismo Musical
- Ralph J. Gleason Music Book Award, Primeiro Lugar

Capone: The Man and the Era
- “Notable Books de 1994”, pelo New York Times

Louis Armstrong: An Extravagant Life
- Publishers Weekly “Best Books de 1997”
- Booklist “Editor’s Choice 1997”
- San Francisco Chronicle “Best Books de 1997”
- USA Today “Best Books de 1997”

Voyage to Mars: NASA's Search for Life Beyond Earth
- Barnesandnoble.com “Best Science & Nature Books 2000”

Over the Edge of the World: Magellan's Terrifying Circumnavigation of the Globe
- Barnes & Noble Bestseller
- “Notable Book” de 2004, pelo New York Times
- Nomeado para um prêmio “Audie” para a melhor gravação de livros de não-ficção (BBC), 2005

Marco Polo: From Venice to Xanadu
- Outside Magazine's "Greatest Adventure Bios Ever Written" – Classificado em #3, novembro de 2009
- Book-of-the-Month Club Featured Selection de novembro de 2007
- Military Book Club Featured Selection
- History Book Club Featured Selection
- Booklist Top 10 Biografias de 2007